# Thái Trang hầu
Sái Trang hầu (chữ Hán: 蔡莊侯; trị vì: 645 TCN-612 TCN), tên thật là Cơ Giáp Ngọ (姬甲午), là vị vua thứ 15 của nước Sái – chư hầu nhà Chu trong lịch sử Trung Quốc.
Sái Trang hầu là con của Sái Mục hầu - vua thứ 14 nước Sái. Năm 646 TCN, Sái Mục hầu mất, Cơ Giáp Ngọ lên nối ngôi, tức là Sái Trang hầu.
Năm 639 TCN, Tống Tương công tổ chức hội chư hầu. Khi ra hội, Sái Trang hầu cùng các nước Trịnh, Tào, Trần, Hứa đều sợ nước Sở mạnh nên ngả theo Sở Thành vương. Thành vương đặt phục binh, chờ Tống Tương công đến liền bắt giữ.
Năm 634 TCN, Sái Trang hầu mang quân theo Sở Thành vương cùng các nước Trịnh, Trần cùng hợp binh đánh nước Tống. Tấn Văn công mang quân cứu Tống. Đại chiến nổ ra, liên quân theo Sở thất bại một trận lớn ở Thành Bộc. Nước Tấn trở thành bá chủ chư hầu.
Năm 612 TCN, Sái Trang hầu mất. Ông ở ngôi được 34 năm. Con ông là Cơ Thân lên nối ngôi, tức là Sái Văn hầu.